# اچ‌ام‌اس ابرکرامبی (اف۱۰۹)
اچ‌ام‌اس ابرکرامبی (اف۱۰۹) (به انگلیسی: HMS Abercrombie (F109)) یک کشتی بود که طول آن ۳۷۳٫۲۵ فوت (۱۱۳٫۷۷ متر) بود. این کشتی در سال ۱۹۴۲ ساخته شد.